# Christian Mook
Christian Mook (* 5. Oktober 1969 in Frankfurt am Main) ist ein deutscher Gastronomieunternehmer, Redakteur, Autor und Herausgeber.

## Leben
Seine Kindheit verbrachte Mook in Frankfurt am Main, wo er am Fuße des Henninger-Turms als Sohn eines Angestellten eines Offenbacher Lederunternehmens aufwuchs. Zunächst widmete er sich als Galerist der Kunst, heute zählt er zu den erfolgreichsten und innovativsten Gastronomen in Deutschland. 1997 eröffnete er mit dem M Steakhouse in der Feuerbachstraße 11a eines der ersten gehobenen Steakhäuser nach amerikanischem Vorbild in Frankfurt, womit der Grundstein für die heutige Mook Group gelegt war.
1999 eröffnete er dann auch das Steakhouse The Surf n´Turf (benannt nach dem nordamerikanischen Gericht Surf and Turf) am Grüneburgweg 95, 2006 The Ivory Club in der Taunusanlage 15 mit einer sogenannten „Contemporary Colonial Cuisine“, 2010 den panasiatischen Supperclub Bar, Restaurant und Lounge namens Zenzakan, ebenfalls in der Taunusanlage 15, 2012 die „French Brasserie & Oyster Bar“ namens Mon Amie Maxi in der Halle der denkmalgeschützten Villa May in der Bockenheimer Landstraße 31 und im Frühjahr 2018 das Lokal Franziska mit sogenannter „Progressiv German Vintage Cuisine“ im ehemals rotierenden Lokal auf dem alten Henninger-Turm.
Seine Frankfurter Unternehmensgruppe zählt heute fast 200 Mitarbeiter und wächst stetig. Mook als Unternehmer verzeichnet mit seinen Geschäften einen Jahresumsatz in zweistelliger Millionenhöhe.
Christian Mook ist verheiratet und Vater zweier Töchter. Die Familie lebt in Frankfurt am Main.

## Publikationen
- Carnivore Connoisseur Chronicles – „The Book“. The Bst of Volume I–XIV. PE Verlag für Wirtschaftsinformationen GmbH, Frankfurt am Main 2007 [1. Aufl.] ISBN 978-3-9811695-0-8.
- Rare, Lifestyle-Magazin; erschien von 2010 bis 2012 jährlich; Herausgeberschaft und Chefredaktion[5]
- Mook Magazin, Lifestyle-Magazin; erscheint seit 2013 jährlich; Herausgeberschaft und Chefredaktion[6]
- The Frankfurter, Biliguales Lifestyle-Magazin; seit 2016, ISSN 2567-0441; Herausgeberschaft und Autorenschaft (jeweils bis 30. November 2018)[7]

## Ehrungen
als Person:
- 2012: Nominierung für den 19. Warsteiner Preis in der Kategorie „Food“, Warsteiner Brauerei[8]
- „Gastronom des Jahres 2013“; Busche Verlag (Schlemmer Atlas)[9][10]
- 2014: „Kulinarischer Trendsetter des Jahres“, Der Feinschmecker[11]
- „Entrepreneur des Jahres 2014“, Rolling Pin[12]
- „Köpfe des Jahres“, Frankfurter Allgemeine Zeitung
- „Erfolgsgastronom des Jahres 2017“, Fizzz Verlag[13]

für seine Lokale:
- The Ivory Club:
  - 2006: Fizzz Award in der Kategorie „Coparate Design“, Fizzz Verlag
  - 2013/2014: Bestes indisches Restaurant in Deutschland, Der Feinschmecker

- Zenzakan
  - 2012: Bestes ausländisches Restaurant in Deutschland, Busche Verlag
  - 2013: Bestes Szene-Restaurant in Frankfurt, World´s Luxury Guide by Die Welt
  - 2013/2014: Bestes asiatisches Restaurant in Frankfurt am Main, Der Feinschmecker
- Mon Amie Maxi
  - 2017: Lieblingsrestaurant der Redaktion in der Kategorie Frankreich, Der Feinschmecker
  - 2018: Designkonzept des Jahres, Busche Verlag